# Composició V
Composició V és una pintura a l'oli sobre tela realitzada per l'artista rus Vassili Kandinski l'any 1911. En aquesta pintura, Kandinski no distingeix entre el primer pla i el fons, ni tan sols una llum o algun element que doni alguna indicació d'espai o de volum. Els elements que componen la pintura no transmeten l'existència d'objectes reals o tangibles, fet que porta a la conclusió que Composició V no es basa en res de la natura.
El 1913, Josef Müller va adquirir Composició V de Kandinsky, una de les obres controvertides de l'artista; aquesta pintura va ser rebutjada per l'exposició Neue Künstlervereinigung (Associació de Nous Artistes) de 1911, basant-se en l'argument que era massa gran; tot i que es creu que en realitat va ser per la naturalesa estranya de l'obra. El 1998, Ronald Lauder va comprar l'obra per gairebé 40 milions de dòlars.